# Governo Jomaa
Il Governo Jomaa è stato il 27º governo della Repubblica Tunisina, proposto il 10 gennaio 2014 e approvato il 28 gennaio da una maggioranza di 149 dei 193 parlamentari totali; venne sciolto in seguito alle elezioni tunisine del 2014. 
Guidato dal primo ministro tunisino Mehdi Jomaa, il governo era formato da 22 ministri e 7 segretari di stato, e sostenuto dalla Troika, un'alleanza composta da Ennahda, Ettakatol e CPR. Fu un governo di transizione. 
È rimasto in carica dal 28 gennaio 2014 al 5 febbraio 2015 per un totale di 373 giorni, ovvero 1 anno e 9 giorni

## Formazione
Dopo l'assassinio di Mohamed Brahmi, importante figura politica della sinistra tunisina, nell'ambito di un compromesso tra gli islamisti di (Indipendente)ahda e le opposizioni durante il cosiddetto ‘dialogo nazionale’, Jomaa venne designato alla carica di capo del governo.
In seguito alle dimissioni del primo ministro Ali Laarayedh il 9 gennaio, Jomaa ricevette l'incarico dal presidente Moncef Marzouki di formare un governo tecnico col compito di traghettare la Tunisia fuori dall'instabilità politica e organizzare nuove elezioni.
Il 26 gennaio il presidente Moncef Marzouki ha rinnovato l'incarico di Jomaa, quando non è stato raggiunto un consenso sul nome del Ministro dell'Interno, né sull'articolo 19 della legge sull'organizzazione provvisoria dei poteri pubblici riguardante la sfiducia del governo da parte del parlamento tunisino. Dopo che il premier designato ha imposto la modifica dell'articolo come condizione per l'annuncio del suo governo, venne adottato un emendamento all'articolo, la maggioranza richiesta passò da 50+1 a 3/5 dei parlamentari. La votazione è passata con 150 voti favorevoli, 32 contrari e 16 astenuti.
Il giorno dopo, Jomaa presenta il suo governo all'Assemblea dei Rappresentanti del Popolo, cui compete il voto sulla fiducia. Durante questa seduta, che dura diverse ore, diversi elettori si sono opposti, accusando il gabinetto di riunire i sostenitori dell'ex regime di Zine el-Abidine Ben Ali. Alcuni blocchi parlamentari rifiutano di sostenere il governo, sostenendo che è illegittimo poiché risultato del dialogo nazionale. Alla fine il governo conquista la fiducia dell'ARP. Su 193 votanti, 149 hanno votato per la fiducia, 24 astenuti e 20 contrari.

## Composizione
| Carica                                                                                     | Nome e partito | Nome e partito | Nome e partito                         |
| ------------------------------------------------------------------------------------------ | -------------- | -------------- | -------------------------------------- |
| Primo ministro                                                                             |                |                | Mehdi Jomaa (Indipendente)             |
| Ministro della Difesa nazionale                                                            |                |                | Ghazi Jeribi (Indipendente)            |
| Ministro degli Interni                                                                     |                |                | Lotfi Ben Jeddou (Indipendente)        |
| Ministro degli Affari Esteri                                                               |                |                | Mongi Hamdi (Indipendente)             |
| Ministro della Giustizia e dei Diritti Umani                                               |                |                | Hafid Ben Salah (Indipendente)         |
| Ministro degli Affari Religiosi                                                            |                |                | Mounir Tlili (Indipendente)            |
| Ministro dell'Economia e delle Finanze                                                     |                |                | Hakim Ben Hammouda (Indipendente)      |
| Ministro dell'industria e dell'energia                                                     |                |                | Kamel Ben Naceur (Indipendente)        |
| Ministro del commercio e dell'artigianato                                                  |                |                | Nejla Moalla Harrouch ((Indipendente)  |
| Ministro del Turismo                                                                       |                |                | Amel Karboul (Indipendente)            |
| Ministro degli Affari Sociali                                                              |                |                | Ahmed Ammar Younbaii (Indipendente)    |
| Ministro dell'Istruzione Nazionale                                                         |                |                | Fathi Jarray (Indipendente)            |
| Ministro della Salute                                                                      |                |                | Mohamed Salah Ben Ammar (Indipendente) |
| Ministro del Lavoro e Formazione Professionale                                             |                |                | Hafedh Laamouri (ndipendente)          |
| Ministro dei Trasporti                                                                     |                |                | Chiheb Ben Ahmed (Indipendente)        |
| Ministro delle Infrastrutture del Coordinamento Regionale e dello Sviluppo Sostenibile     |                |                | Hedi Larbi (Indipendente)              |
| Ministro dello Sport della Gioventù, della Donna e dell'Infanzia                           |                |                | Saber Bouatay (Indipendente)           |
| Ministro degli Affari Culturali                                                            |                |                | Mourad Sakli (Indipendente)            |
| Ministro dell'Istruzione Superiore, Ricerca Scientifica e delle Tecnologie e Comunicazione |                |                | Taoufik Jelassi (Indipendente)         |
| Ministro dell'Agricoltura                                                                  |                |                | Lassaad Lachaal (Indipendente)         |